# Cancer Cytopathology
Cancer Cytopathology è una rivista scientifica mensile sottoposta a revisione paritaria che tratta la pratica della citopatologia e delle discipline correlate basate sull'oncologia. È una delle tre riviste ufficiali dell'American Cancer Society ed è pubblicata dalla Wiley-Blackwell per conto della società. L'attuale caporedattore è William C. Faquin. Cancer Cytopathology è stata pubblicata all'interno del Cancer Journal dal 1997 al 2008, anno in cui è stata trasformata in una rivista a sé stante.
La rivista è pubblicata in modalità di accesso aperto ibrido.

## Indicizzazione
Gli abstract e gli articoli della rivista sono indicizzati da:
- Academic OneFile[2]
- Academic Search[2]
- Biological Abstracts
- BIOSIS Previews[3]
- CAB Abstracts[4]
- Chemical Abstracts[5]
- CINAHL[6]
- Current Contents/Clinical Medicine[3]
- Current Contents/Life Sciences[3]
- Current Index to Statistics
- Elsevier BIOBASE[2]
- Embase[2]
- Global Health[7]
- Index Medicus/MEDLINE/PubMed[8]
- International Bibliography of Periodical Literature[2]
- PASCAL
- PsycINFO[9]
- Science Citation Index[3]
- Scopus[2]
- Sociedad Iberoamericana de Informacion Cientifica (SIIC) databases
- Tropical Diseases Bulletin[10]

Secondo il Journal Citation Reports, la rivista ha ricevuto un fattore di impatto a 5 anni per il 2020 pari a 5,284, collocandosi al 16º posto fra 77 riviste presenti nella categoria "Patologia" e all'83º posto fra 242 riviste nella categoria "Oncologia"..